# Luidgi Midelton
Luidgi Midelton, född 20 oktober 1998, är en fransk fäktare som tävlar i värja.

## Karriär
Vid sommaruniversiaden 2021 i Chengdu, som arrangerades 2023, tog Midelton brons i värja. Han tog även guld tillsammans med Tyvan Bibard, Aymerick Gally och Kendrick Jean-Joseph i lagtävlingen i värja. Vid EM 2024 i Basel tog Midelton guld i värja efter att ha besegrat ungerske Gergely Siklósi i finalen. Han tog även guld tillsammans med Paul Allègre, Alexandre Bardenet och Romain Cannone i lagtävlingen i värja efter att ha besegrat Italien i finalen. Vid olympiska sommarspelen 2024 i Paris blev Midelton utslagen i sextondelsfinalen i värja av kazakiske Elmir Alimzjanov. Han slutade även på fjärde plats tillsammans med Paul Allègre, Yannick Borel och Romain Cannone i lagtävlingen i värja.
Vid EM 2025 i Genua tog Midelton guld tillsammans med Paul Allègre, Alexandre Bardenet och Gaétan Billa i lagtävlingen i värja efter att ha besegrat Nederländerna i finalen.